# 1996 XJ19
1996 XJ19 är en asteroid i huvudbältet som upptäcktes den 8 december 1996 av den japanska astronomen Takao Kobayashi vid Ōizumi-observatoriet.
Asteroiden har en diameter på ungefär 6 kilometer.